# انقلاب 1953 في كولومبيا

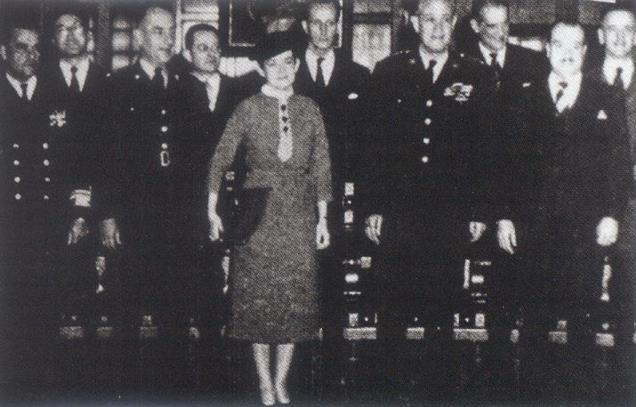
الجنرال جوستافو روخاس بينيلا، رئيس كولومبيا، محاطاً بوزرائه.

انقلاب كولومبيا سنة 1953 (بالإسبانية: Golpe de Estado en Colombia en 1953)‏ هو انقلاب عسكري وقع في 13 يونيو 1953. تولى السلطة نتيجة هذا الانقلاب قائد الجيش الكولومبي غوستابو روخاس بينيّا، الذي حكم البلاد حكمًا ديكتاتوريًا حتى سنة 1957.